# John North
John David North, né le 19 mai 1934 et mort le 31 octobre 2008, est un historien des sciences et conservateur de musée britannique, auteur de nombreux livres sur l'histoire de la cosmologie, de l'astronomie et l'astrologie.

## Biographie
North est né à Cheltenham en 1934. Il a fréquenté la Batley Grammar School, puis a effectué des études de mathématiques au Merton College d'Oxford, et plus tard, philosophie, politique et économie. Il rencontra sa femme Marion à Oxford et se sont marriés en 1957. Plus tard, il est allé à l'Université de Londres, là où il a obtenu un diplôme externe en astronomie, physique et mathématiques appliquées en 1958.
Son premier livre était La mesure de l'univers : une histoire de la cosmologie moderne (The Measure of the Universe: a History of Modern Cosmology) (1965), qui a été salué comme « une histoire pratiquement complète de la cosmologie moderne ». Peu de temps après, il a commencé à étudier les sciences médiévales en tant que bibliothécaire et conservateur adjoint du Musée d'histoire des sciences d'Oxford. En 1977, North est nommé professeur d'histoire de la philosophie et des sciences exactes à l'Université de Groningue, aux Pays-Bas, où il est resté jusqu'à sa retraite en 1999.
North fut élu secrétaire perpétuel de l'Académie internationale d'histoire des sciences et membre de l'Académie royale néerlandaise des arts et des sciences en 1985. Il a écrit deux livres sur le scientifique et mathématicien médiéval Richard de Wallingford. Il fut également brièvement membre de la British Astronomical Association dans les années 1950.
En 2005, North reçoit un diagnostic de cancer. Il est décédé le 31 octobre 2008.